# Шелия, Виктор Яковлевич
Виктор Яковлевич Шелия (1914 год, село Акапа, Сухумский округ, Кутаисская губерния, Российская империя — дата смерти неизвестна, село Кяласур, Сухумский район, Абхазская ССР, Грузинская ССР) — грузинский и абхазский государственный и хозяйственный деятель. Председатель колхоза «Эдази» Сухумского района Абхазской ССР, Грузинская ССР. Герой Социалистического Труда (1949). Депутат Верховного Совета Грузинской ССР 5-го созыва.

## Биография
Родился в 1914 году в крестьянской семье в селе Акапа Сухумского округа.
Окончил местную школу. Трудился в сельском хозяйстве.
В июле 1941 года призван в Красную Армию. Окончил ускоренные курсы военного училища. С апреля 1942 года воевал на Южном фронте в составе 561-го стрелкового полка 91-й стрелковой дивизии 51-й Армии. В августе 1942 года был ранен. После излечения воевал в звании старшего лейтенанта комомандиром стрелковой роты 53-го учебного полка. В 1944 году вступил в ВКП(б).
После демобилизации в 1946 году возвратился в родное село и был избран председателем колхоза «Эдази» Сухумского района. За короткое время вывел колхоз в число передовых сельскохозяйственных предприятий Сухумского района. В 1947 году колхоз получил высокий урожай кукурузы, за что был награждён орденом Трудового Красного Знамени. Труженик колхоза звеньевой полеводческого звена Леонид Семёнович Нарсия за выдающиеся трудовые достижения при выращивании и сборе кукурузы по итогам 1947 года был удостоен звания Героя Социалистического Труда.
В 1948 году колхоз сдал государству в среднем с каждого гектара по 16,1 центнера листа табака сорта «Самсун № 27» на участке площадью 12 гектаров. Указом Президиума Верховного Совета СССР от 3 мая 1949 года удостоен звания Героя Социалистического Труда за «получение высоких урожаев кукурузы и табака в 1948 году» с вручением ордена Ленина и золотой медали «Серп и Молот».
В колхозе «Эдази» также трудились табаководы Алексей Григорьевич Бигвава и Любовь Софроновна Бигвава, удостоенные звания Героя Социалистического Труда в апреле 1949 года.
В последующие годы колхоз «Эдази» получал высокие урожаи кукурузы, табака и зелёного чайного листа, за что был дважды награждён орденом Ленина.
Избирался депутатом Верховного Совета Грузинской ССР 5-го созыва (1959—1963) и депутатом Сухумского городского Совета народных депутатов.
После выхода на пенсию проживал в селе Кяласур (Келасури) Сухумского района. Дата смерти не установлена.
Награды
- Герой Социалистического Труда
- Орден Ленина — трижды (1949; 03.07.1950; 19.05.1951)
- Орден Отечественной войны 2 степени (06.08.1946)
- Орден Трудового Красного Знамени (21.02.1948)